# Irina Shevchenko
Irina Shevchenko (née Korotya le 2 septembre 1975 à Frounzé) est une athlète russe, spécialiste du 100 mètres haies. 
Titrée sur 100 m haies lors des championnats d'Europe espoirs 1997, elle remporte la médaille de bronze aux championnats d'Europe 1998 et se classe 5e des championnats du monde 2005.
Elle est éliminée en série des Jeux olympiques de 2004.